# Aniouta
Pour l'adaptation, voir Aniouta (film, 1982).
Aniouta (russe : Анюта) est une nouvelle d’Anton Tchekhov, parue en 1886.

## Historique
Aniouta est initialement parue dans la revue russe Les Éclats, no 8, du 22 février 1886, sous le pseudonyme A.Tchekhonte.

## Résumé
L’étudiant en médecine de troisième année Stépane Klotchkov répète à haute voix une leçon d’anatomie. Il a demandé à sa colocataire, bonne à tout faire et peut-être sa maîtresse, Aniouta, une pauvre jeune fille de vingt-cinq ans, de lui montrer ses côtes. Il lui dessine sur le corps des marques noires pour se remémorer sa leçon et reprend ses cours.
Aniouta est demandée par son voisin, le peintre Fetissov ; il a besoin d’elle pour poser. Elle en revient éreintée. Stépane veut la voir partir ; il a honte d’elle. De son côté, elle sait que leur relation n’a aucun avenir, car ce n’est pas la première fois qu’elle partage sa vie avec un étudiant en médecine ; mais elle a peu d’amour propre ; elle attend.

## Édition française
- Aniouta, traduit par Madeleine Durand et Édouard Parayre (révisé par Lily Denis), in Œuvres I, Paris, Éditions Gallimard, coll. « Bibliothèque de la Pléiade » no 197, 1968  (ISBN 978-2-07-0105-49-6).